# Kid Galahad – Mit harten Fäusten
Kid Galahad – Mit harten Fäusten (Originaltitel: Kid Galahad) ist ein US-amerikanischer Boxerfilm aus dem Jahr 1937 mit Edward G. Robinson, Bette Davis und Wayne Morris in den Hauptrollen. Humphrey Bogart wurde in einer Nebenrolle besetzt. Regie führte Michael Curtiz.
Der Film basiert auf dem gleichnamigen Roman von Francis Wallace.

## Handlung
Der Boxmanager Nick Donati ist wütend, als einer seiner Boxer k.o. geht. Donati ist mit Louise „Fluff“ Phillips zusammen. Louise ist von seiner Besessenheit, was den Boxsport betrifft, nicht gerade begeistert und meint zu Nick, dass er wohl vergessen habe, dass es neben dem Sport auch noch Gefühle gäbe. Louise zuliebe entschließt sich Nick, trotz seines Verlustes von etwa 17.000 US-Dollar durch den verlorenen Kampf, am Abend eine Party zu geben. Auf der Party ist im Servicebereich der Hotelpage Ward Guisenberry, der bereits durch seinen Namen für Heiterkeit sorgt, tätig. Der junge Mann ist überaus höflich und verwundert nicht nur Louise. Als Nick die beiden einträchtig beieinander sieht, steigt sogleich die Eifersucht in ihm hoch. Als jedoch der Boxmanager Turkey Morgan, der amtierende Boxchampion Chuck McGraw und Buzz Steven erscheinen, ist es augenblicklich still im Raum.
Ward wiederum kann sich der anwesenden Frauen, die ganz verrückt nach ihm sind, kaum erwehren. Die Männer, die das bemerken, wollen den Pagen blamieren und Turkey Morgan ergreift die Initiative und schneidet ihm die Hosenbeine ab. Als er dann auch noch frech zu Louise wird, welche Partei für Ward ergreift, streckt Ward Chuck McGraw, der sich ebenfalls einmischt, mit einem Schlag nieder, was allgemeines Erstaunen hervorruft. Ganz besonders erregt Ward mit dieser Aktion Nick Donatis Interesse, der ihn sogleich fragt, ob er Boxer werden wolle. Nach kurzem Zögern stimmt Ward zu. Gleich seinen ersten Kampf gegen Sam McGraw gewinnt er. Als Turkey Morgan ihn daraufhin abwerben will – er ist Louise und Ward gefolgt und will sich nicht abwimmeln lassen – streckt Ward ihn mit einem gezielten Schlag nieder. Er werde nur für Mr. Donati boxen, lässt er ihn wissen. Um dem zwielichtigen Turkey Morgan und seinen Leuten erst einmal zu entkommen, wird Ward bei Nick Donatis Mutter und seiner Schwester Marie untergebracht, von denen er mit großer Freundlichkeit aufgenommen wird. Marie will von ihm wissen, wie Louise, die mit ihrem Bruder zusammen ist, aussehen würde. „Sehr schön“, meint Ward voller Überzeugung.
Louise ist mit Nicks Plänen, was Ward betrifft, nicht einverstanden und meint, das sei ein anständiger junger Mann, er solle ihn nicht für seine Pläne einsetzen. Nick jedoch will mit Wards Hilfe Turkey Morgan und Chuck McGraw zur Strecke bringen und wenn es das letzte sei, was er tue, fügt er noch an. Auf der Farm sagt Ward inzwischen Marie, dass er sie für ein verzogenes Balg halte und nicht verstehen könne, weshalb sie sich ihrer Mutter gegenüber so aufführen würde. Kurz darauf erscheint Nick, um Ward zurück nach New York zu holen. Mrs. Donati verabschiedet den jungen Mann mit großer Herzlichkeit.
Louise hat sich für Wards Auftritte als Boxer den Namen „Kid Galahad“ ausgedacht. Von nun an folgt ein Sieg dem anderen. „Kid Galahad“ wird von der Masse, vor allem aber den Frauen, geliebt und verehrt. Auch Marie Donati und ihre Mutter verfolgen Kids Kämpfe im Radio. Marie hat sich in Ward verliebt, was ihrer Mutter nicht verborgen geblieben ist. Bevor Wards nächster Kampf gegen Tim Duke O’Brian ansteht, gönnt man ihm einige Tage Urlaub, wofür Ward, der ziemlich ausgepumpt ist, dankbar ist. Der junge Mann vertraut Louise an, dass er sich in Nicks Schwester Marie verliebt habe, nicht ahnend, dass Louise ihn liebt. Louise lässt sich ihre Traurigkeit darüber nicht anmerken. Kurze Zeit später teilt sie Nick mit, dass sie ihn verlassen werde. Sie gesteht ihm, dass sie sich in Ward verliebt habe. Sie habe ihn nie angelogen und wolle auch jetzt nicht damit anfangen. Es wären schöne Jahre mit ihm gewesen, aber nun seien sie zu Ende. Sie lässt Nick wissen, dass sie vor allem Ward künftig aus dem Weg gehen wolle, da er sie nicht liebe und auch nie lieben werde. Ward ist inzwischen zu den Donatis gefahren, um Marie seine Liebe zu gestehen und ihr einen Heiratsantrag zu machen. Nachdem er ihr einen Ring angesteckt hat, küssen beide sich glücklich.
Kurz vor dem Kampf weist Nick Ward an, dass er heute Abend nach Punkten siegen müsse, er wolle keinen K.-o.-Sieg. Ward, der Nick bedingungslos vertraut, stimmt ohne weitere Nachfrage zu. Turkey Morgan rät seinem Boxer kurz vor dem Kampf, er solle eine abfällige Anspielung auf Fluff Phillips machen. Und tatsächlich geht Turkeys Rechnung auf, Ward schlägt seinen Gegner daraufhin entgegen Donatis Anweisung K. o. Turkey will damit erreichen, dass Ward so schnell wie möglich gegen den amtierenden Weltmeister antritt.
Fluff Phillips hat eine Beschäftigung im Nachtclub „Rocky“ angenommen und singt, unterstützt von einem Orchester im Hintergrund, das Lied The Moon Is in Tears Tonight. Ward lauscht zusammen mit Marie, die zu Besuch in New York ist, ihrem Vortrag. Dann taucht Turkey im Club auf und will wissen, wo der Champ Chuck McGraw sei. Der vergnügt sich im Hinterzimmer gerade mit zwei Mädchen und hat deutlich zu viel getrunken. Als er Ward sieht, will er ihn zusammenschlagen. Louise kann nicht verhindern, dass anwesende Reporter Fotos schießen und die Geschichte in der Zeitung landet. Als Nick die Fotos sieht und dadurch gewahr wird, dass Marie und Ward ein Paar sind, macht er sich wütend auf den Weg zu seiner Familie. Als er Marie gar ohrfeigt, versetzt ihm Ward einen Boxhieb, worauf er niedergeht. Wortlos scheiden beide Männer voneinander. Aus Wut unterschreibt Donati nun für Ward den Kampf gegen den amtierenden Weltmeister, obwohl er damit eigentlich bis zum nächsten Jahr warten wollte. Die Einwände von Silver Jackson, Wards Box-Trainer, lässt er nicht gelten. Ab sofort werden Wetten auf den Kampf angenommen.
Nick hat 25.000 US-Dollar auf den Gegner gesetzt. Zu Turkey, der sich erstaunt zeigt, meint er, er wolle Ward loswerden, je mehr Schläge er einstecken müsse, desto mehr würde er sich freuen. Als der Kampf losgeht, sitzen auch Louise und Marie am Ring. Marie erzählt Louise, dass Ward nach diesem Kampf aufhören wolle. Louise will wissen, ob Nick eingeweiht sei, was Marie verneint. Louise Anspannung löst sich daraufhin und erleichtert atmet sie auf. Silver Jackson will Ward die richtigen Anweisungen geben, was Nick jedoch immer wieder zu verhindern weiß. Da Ward Nick vertraut, hält er sich an dessen Anweisungen und muss dabei gewaltig einstecken. Als Silver weiter versucht, Nicks Anweisungen zu unterlaufen, verbannt er ihn ganz aus der Ringzone. Als der Kampf sich immer mehr zuspitzt und es schlimm für Ward auszieht, gehen Louise und Marie zu Nick und bitten ihn, den Jungen nicht für seinen Hass zu opfern, er würde ihm vertrauen und einen Vaterersatz in ihm sehen. Endlich kommt Nick zur Besinnung und ändert seine Taktik und gibt Ward nun gemeinsam mit dem zurückgeholten Silver die richtigen Anweisungen. Letztendlich geht die Taktik auf und der neue Weltmeister durch K. o. heißt „Kid Galahad“. Turkey jedoch plant etwas – ein Schuss fällt. In der allgemeinen Hektik gelingt es Turkey zu Ward in seine Kabine zu gelangen und auch Nick durch einen Trick dazu zu bewegen, sich dorthin zu begeben. Dann fallen mehrere Schüsse. Turkey bricht tot zusammen, aber auch Nick ist getroffen. Im Bewusstsein, dass er sterben muss, gibt er Marie und Ward seinen Segen. Mit Tränen in den Augen meint Louise: „Ich hätte dich nie verlassen sollen“. Mit einem Lächeln und dem Satz: „Wir haben unseren Champion“, verstirbt Nick.

## Produktion und Hintergrund
Die Dreharbeiten zu Kid Galahad liefen Ende Januar 1937 an. Für die Spezialeffekte war James Gibbons verantwortlich. Der Film hatte in den USA am 26. Mai 1937 Premiere, am 29. Mai 1937 lief er allgemein in den Kinos der USA an. In der Bundesrepublik Deutschland kam er nicht ins Kino, sondern wurde erstmals am 28. September 1968 auf WDR 3 gezeigt. Eine synchronisierte Fassung wurde am 8. April 1988 unter dem Titel Mit harten Fäusten ausgestrahlt. In Österreich lief der Film unter dem Titel Sensation um Galahad.
Kid Galahad wurde zunächst im April/Mai 1936 in der Saturday Evening Post veröffentlicht. Der Arbeitstitel des Films lautete The Battling Bellhop. Wayne Morris gab in diesem Film sein Debüt. Der 1941 von Warner Bros. produzierte Film The Wagons Roll-at Night (Von Stadt zu Stadt) mit Humphrey Bogart und Sylvia Sidney in den Hauptrollen, stellt ein Remake des Kid Galahad-Stoffes dar, der Film wurde lediglich vom Boxer- ins Zirkusmilieu verlegt. 1962 produzierte United Artists eine Version mit Elvis Presley und Lola Albright in den Hauptrollen, die ebenfalls den Titel Kid Galahad (dt. Titel: Kid Galahad – Harte Fäuste, heiße Liebe) trägt.
Obwohl einige Kolumnisten überzeugt waren, dass Bette Davis die eher untergeordnete Rolle der Fluff ablehnen würde, tat sie das nicht und ließ die Presseleute wissen: „Kid Galahad gibt mir zwar nicht viel von einer Rolle im künstlerischen Sinn, aber in diesem Film steckt soviel gutes, robustes Kampfmaterial, dass er auch einem ganz anderen Kinopublikum einfach gefallen muss … einem Publikum mit dem aber auch ich unbedingt in Berührung bleiben muss.“ Auch das Studio war der Ansicht, dass man die wachsende Anzahl von weiblichen Bette-Davis-Fans mit diesem eher männlich orientierten Film ins Kino ziehen könne. So war es dann auch tatsächlich. In Edward G. Robinson hatte Warner Bros. den perfekten Schauspieler für die Rolle des Boxmanagers Nicki Donati. Seit seinem Triumph in Little Caesar (Der kleine Cäsar) (1931) war Robinson ein Star des Studios. Humphrey Bogart bot als Gegenpart die ideale Ergänzung. Ursprünglich wollte Studiochef Jack Warner die von Bette Davis gespielte Rolle mit Sarah Jane Fulks besetzen, entschied sich dann aber um. Edward G. Robinson äußerte sich über Bette Davis’ Schauspielarbeit nicht gerade freundlich und wollte sogar, dass sie in ihrer Rolle ersetzt werde. Es kam nie wieder zu einer Zusammenarbeit der beiden Stars. Auch in diesem Film gab es wieder Befürchtungen, der Hays Code könne Anstoß daran nehmen, dass eine sexuelle Beziehung zwischen Louise (Bette Davis) und Nick (Edward G. Robinson), die nicht verheiratet sind, angedeutet werde. Einige entsprechende Filmschnitte wurden noch gesetzt. Auch wurde Louise quasi für ihre illegale Beziehung bestraft, da sie am Ende des Films allein durch den Nebel in die Nacht wandert, nachdem Robinson und Bogart sich in ihren Rollen gegenseitig umgebracht haben. Auch die Boxszenen entbehrten nicht einer gewissen Brutalität. Der fertige Film war ein Hit sowohl beim Publikum als auch bei den Kritikern. Vor allem Robinson und Davis wurden gelobt und auch Morris wurde Talent in seiner ersten Rolle bescheinigt.
Im amerikanischen Fernsehen wurde der Film unter dem Titel The Battling Bellhop gezeigt, um jede Verwechslung mit dem 1962 von United Artists erstellten Remake mit dem Titel Kid Galahad zu vermeiden.

### Musik im Film
- The Moon Is in Tears Tonight – Musik: Maurice K. Jerome, Text: Jack Scholl, dargeboten von Bette Davis (Gesangsstimme von Virginia Verrill)
- Swing for Sale – Musik: Saul Chaplin, erste gespielte Melodie auf der Party

### DVD-Veröffentlichung
Eine DVD zum Film erschien am 21. November 2008 bei Warner Home Video. Darauf sind sowohl die englische als auch die deutsche Fassung enthalten.

## Kritik
„Spannendes Boxerdrama mit Humphrey Bogart und Edward G. Robinson als rivalisierende Promoter.“

Das Branchenblatt Variety war der Ansicht, dass die Verfilmung der Geschichte von Francis Wallace anspruchsvoll und aufwendig erfolgt sei, es bleibe auch genug Raum für die Geschichte, die neben dem Boxen erzählt werde. Bette Davis wird bestätigt, dass sie, wie man es von ihr gewohnt sei, ihre Szenen vollauf beherrsche, auch ihre Gesangsdarbietung im Nachtclub wird hervorgehoben. Über Robinson und Bogart heißt es, dass sie ihre Rollen durchaus glaubhaft und ihre Rivalität plausibel verkörpern würden.
Jerry Vermilye schreibt in seiner Biografie über Bette Davis zum Film Kid Galahad, dass die Schauspielerin ihrer eher kleinen Rolle derartig viel „Wärme und Humor verliehen“ habe, dass sie die gesamte Story „zusammenzuhalten“ schien. „Ihre versöhnlichen Szenen mit dem temperamentvollen Robinson, ihre stumm ausgedrückte Liebe für Morris … das [habe] dieser Rolle mehr Tiefe [gegeben], als sie eigentlich verdient [habe].“

## Auszeichnungen
Bette Davis wurde 1937 auf dem Filmfestival in Venedig in der Kategorie „Beste weibliche Hauptrolle“ für ihre Leistung in diesem Film mit dem Coppa Volpi ausgezeichnet. Weiter erhielt Kid Galahad eine Nominierung in der Kategorie „Beste Regie“.